# John Breathitt
John Breathitt, född 9 september 1786 i Henry County, Virginia, död 21 februari 1834 i Frankfort, Kentucky, var en amerikansk demokratisk politiker. Han var Kentuckys viceguvernör 1828–1832 och guvernör från 1832 fram till sin död.
Breathitt arbetade som lärare och som lantmätare i Kentucky. Därefter studerade han juridik och inledde 1810 sin karriär som advokat.
Breathitt efterträdde 1828 Robert B. McAfee som Kentuckys viceguvernör och efterträddes 1832 av James Turner Morehead. Därefter efterträdde han Thomas Metcalfe som guvernör efter att ha besegrat Richard Aylett Buckner i guvernörsvalet och avled i februari 1834 i ämbetet.
Breathitt gravsattes på en familjekyrkogård i närheten av Russellville och gravplatsen flyttades senare till Maple Grove Cemetery i Russellville. Breathitt County har fått sitt namn efter John Breathitt.